# Damon Stoudamire
Damon Lamon Stoudamire (Óregon, 3 de setembro de 1973) é um americano ex-jogador de basquete profissional e atual auxiliar técnico do Boston Celtics.
Ele jogou basquete universitário pela Universidade do Arizona e foi selecionado pelo Toronto Raptors como a 7ª escolha geral no Draft da NBA de 1995. Stoudamire ganhou o Prêmio de Novato do Ano da temporada de 1995-96. 
Ele também jogou pelo Portland Trail Blazers, Memphis Grizzlies e San Antonio Spurs.

## Primeiros anos
Stoudamire nasceu em Portland, Oregon. Ele era o único filho, com três meias-irmãs; seus pais nunca se casaram. Seu pai, Willie Stoudamire, se mudou para Milwaukee, Wisconsin, para trabalhar em uma cervejaria quando Damon tinha sete anos. Stoudamire foi criado por sua mãe, Liz, e sua avó, Wanda Stoudamire-Matthews.
Enquanto Damon estava crescendo, seus tios, Charles e Anthony, o envolveram em esportes, principalmente basquete e futebol americano. Eles atuaram como pais e treinadores pessoais em sua juventude.
Durante o seu primeiro ano do ensino médio, sua avó Wanda morreu de câncer. Mais tarde, ele tatuaria o rosto dela e seu endereço em seu braço esquerdo. Esperava-se que ele fosse jogar basquete na Universidade de Oregon, mas ele optou por frequentar a Universidade do Arizona.

## Carreira no ensino médio
Stoudamire estudou na Wilson High School e levou sua equipe a um recorde de 74-4 e aos títulos estaduais em 1989 e 1991. Ele teve médias de 26,1 pontos, 9,2 assistências e 3,6 rebotes enquanto jogava pela escola. Ele ganhou dois prêmios de Jogador do Ano das Escolas de Óregon.

## Carreira universitária
Durante seu último ano na Universidade do Arizona, ele foi selecionado para a Equipe All-American por sua média de 22,8 pontos.
Ele terminou sua carreira universitária em primeiro lugar na lista de todos os tempos da universidade em três pontos feitos (272), em segundo em pontos (1.849), em quarto em assistências (663) e foi o único jogador na história de Arizona a ter dois jogos de 40 pontos. 
Ele foi o finalista do Prêmio Wooden de 1995 depois de dividir o prêmio de Jogador do Ano da Pac-10 com Ed O'Bannon.

## Carreira como jogador

### Toronto Raptors (1995–1998)
Stoudamire causou impacto no Toronto Raptors antes de pisar na quadra por eles. No Draft da NBA de 1995, realizado em Toronto, os torcedores presentes cantaram alto para os Raptors escolherem Ed O'Bannon, destaque da UCLA, com sua primeira escolha de draft, vaiando alto quando a equipe anunciou que sua primeira escolha seria Stoudamire. Anos mais tarde, Stoudamire disse que as vaias não o incomodavam, sendo uma motivação extra para ele.
Stoudamire teve uma temporada de estreia notável com os Raptors com médias de 19.0 pontos e 9,3 assistências. Ele ganhou o apelido de "Super Mouse" pelos seus 1,78 m. Em sua temporada de novato, ele estabeleceu o recorde de cestas de três pontos feitos por um novato com 133, foi o terceiro em média de assistências, ficou em segundo lugar na pontuação e liderou todos os novatos em minutos jogados e assistências. Ele detinha o recorde de mais triplos-duplos como novato dos Raptors com 3, um recorde que permaneceu até 2014, quando foi quebrado por Kyle Lowry.
Ele ganhou o Prêmio de Novato do Ano, recebendo 76 dos 113 votos possíveis.

### Portland Trail Blazers (1998–2005)
Em 13 de fevereiro de 1998, ele foi negociado pelos Raptors, junto com Walt Williams e Carlos Rogers, para o Portland Trail Blazers em troca de Kenny Anderson, Alvin Williams, Gary Trent, duas escolhas da primeira rodada e uma escolha de segunda rodada.
Na temporada de 2002-03, os Blazers colocaram Stoudamire como reserva na maior parte do tempo. O novo treinador, Maurice Cheeks, colocou Scottie Pippen e Bonzi Wells como titulares. No entanto, Stoudamire recebeu um tempo de jogo significativo nos playoffs daquela temporada.
Em 14 de janeiro de 2005, Stoudamire marcou 54 pontos contra o New Orleans Hornets.
O contrato de Stoudamire com os Blazers expirou no final da temporada de 2004-05, e tornou-se amplamente conhecido que a equipe, que estava focando nos jovens e procurando jogadores com bom caráter, não tinham intenção de recontratá-lo. Isso ficou muito claro em agosto de 2005, quando a equipe assinou com Juan Dixon e atribuiu-lhe o número do uniforme de Stoudamire (3).

### Memphis Grizzlies (2005–2008)
Em 5 de agosto de 2005, após Stoudamire ter negociado com várias equipes, foi anunciado que ele assinou um contrato de 4 anos com o Memphis Grizzlies.
Em 30 de dezembro de 2005, ele rompeu o tendão patelar direito e fez uma cirurgia bem sucedida em Birmingham, Alabama na semana seguinte. Ele perdeu o resto da temporada de 2005-06. Ele retornou para a temporada de 2006-07 e jogou 62 jogos (sendo titular em 51) e teve médias de 7.5 pontos, 2.2 rebotes e 4.8 assistências.
Durante a temporada de 2007-08, após Mike Conley Jr. voltar de uma lesão, o treinador dos Grizzlies, Marc Iavaroni, colocou Stoudamire na lista inativa e usou Conley como armador titular, fazendo com que Stoudamire procurasse uma troca.

### San Antonio Spurs (2008)
Em 3 de fevereiro de 2008, Stoudamire assinou contrato com o San Antonio Spurs. Ele começou a temporada como titular dos Spurs enquanto Tony Parker estava lesionado, mas depois foi rebaixado para a reserva durante o resto da temporada e os playoffs.

## Carreira como treinador
Em dezembro de 2008, Stoudamire aceitou um cargo de diretor de desenvolvimento de jogadores da Universidade Rice sob o comando do treinador Ben Braun.
Em fevereiro de 2009, Stoudamire juntou-se ao Memphis Grizzlies como auxiliar de Henry Bibby. Em maio de 2011, Ele juntou-se à equipe de treinadores da Universidade de Memphis, onde seu trabalho de treinador e de recrutamento foram notadas com entusiasmo durante a temporada de 11-12.
Em maio de 2013, Stoudamire deixou Memphis para se juntar à equipe técnica da Universidade do Arizona. Em maio de 2015, ele deixou o Arizona para se voltar à equipe técnica da Universidade de Memphis.
Em março de 2016, Stoudamire deixou Memphis para assumir a posição de treinador principal da Universidade do Pacifico. Em julho de 2021, ele deixou o Pacífico para aceitar uma vaga de treinador assistente no Boston Celtics.

## Estatísticas

### Temporada regular
| Ano      | Equipe      | PJ  | PT  | MPJ  | AP   | 3P   | LL   | RT  | AS  | BR  | TO | PPJ  |
| -------- | ----------- | --- | --- | ---- | ---- | ---- | ---- | --- | --- | --- | -- | ---- |
| 1995–96  | Toronto     | 70  | 70  | 40.9 | .426 | .395 | .797 | 4.0 | 9.3 | 1.4 | .3 | 19.0 |
| 1996–97  | Toronto     | 81  | 81  | 40.9 | .401 | .355 | .823 | 4.1 | 8.8 | 1.5 | .2 | 20.2 |
| 1997–98  | Toronto     | 49  | 49  | 41.5 | .425 | .317 | .844 | 4.4 | 8.1 | 1.6 | .1 | 19.4 |
| 1997–98  | Portland    | 22  | 22  | 36.6 | .364 | .263 | .787 | 3.7 | 8.2 | 1.5 | .1 | 12.4 |
| 1998–99  | Portland    | 50  | 50  | 33.5 | .396 | .310 | .730 | 3.3 | 6.2 | 1.0 | .1 | 12.6 |
| 1999–00  | Portland    | 78  | 78  | 30.4 | .432 | .377 | .841 | 3.1 | 5.2 | 1.0 | .0 | 12.5 |
| 2000–01  | Portland    | 82  | 82  | 32.4 | .434 | .374 | .831 | 3.7 | 5.7 | 1.3 | .1 | 13.0 |
| 2001–02  | Portland    | 75  | 71  | 37.3 | .402 | .353 | .888 | 3.9 | 6.5 | .9  | .1 | 13.5 |
| 2002–03  | Portland    | 59  | 27  | 22.3 | .376 | .386 | .791 | 2.6 | 3.5 | .7  | .1 | 6.9  |
| 2003–04  | Portland    | 82  | 82  | 38.0 | .401 | .365 | .876 | 3.8 | 6.1 | 1.2 | .1 | 13.4 |
| 2004–05  | Portland    | 81  | 70  | 34.1 | .392 | .369 | .915 | 3.8 | 5.7 | 1.1 | .0 | 15.8 |
| 2005–06  | Memphis     | 27  | 27  | 31.9 | .397 | .346 | .855 | 3.5 | 4.7 | .7  | .0 | 11.7 |
| 2006–07  | Memphis     | 62  | 51  | 24.2 | .391 | .337 | .795 | 2.2 | 4.8 | .8  | .0 | 7.5  |
| 2007–08  | Memphis     | 29  | 29  | 21.5 | .397 | .383 | .808 | 2.4 | 3.9 | .7  | .0 | 7.3  |
| 2007–08  | San Antonio | 31  | 4   | 13.3 | .301 | .255 | .750 | 1.5 | 1.7 | .4  | .1 | 3.4  |
| Carreira | Carreira    | 878 | 793 | 31.9 | .395 | .345 | .822 | 3.3 | 5.8 | 1.0 | .0 | 12.5 |

### Playoffs
| Ano      | Equipe      | PJ | PT | MPJ  | AP   | 3P   | LL    | RT  | AS  | BR  | TO | PPJ  |
| -------- | ----------- | -- | -- | ---- | ---- | ---- | ----- | --- | --- | --- | -- | ---- |
| 1998     | Portland    | 4  | 4  | 41.5 | .397 | .364 | 1.000 | 4.3 | 9.5 | 1.3 | .3 | 17.8 |
| 1999     | Portland    | 13 | 13 | 31.0 | .380 | .455 | .706  | 3.2 | 5.6 | .6  | .1 | 10.2 |
| 2000     | Portland    | 16 | 16 | 27.9 | .415 | .333 | .833  | 2.6 | 3.6 | .5  | .3 | 8.9  |
| 2001     | Portland    | 3  | 3  | 38.0 | .413 | .154 | 1.000 | 3.0 | 4.3 | .7  | .3 | 17.7 |
| 2002     | Portland    | 3  | 3  | 33.0 | .227 | .750 | .667  | 2.3 | 3.3 | .7  | .0 | 5.0  |
| 2003     | Portland    | 7  | 6  | 33.1 | .456 | .484 | .952  | 5.1 | 5.6 | .9  | .3 | 15.3 |
| 2008     | San Antonio | 7  | 0  | 5.0  | .333 | .250 | .667  | 1.0 | .3  | .1  | .0 | 1.9  |
| Carreira | Carreira    | 54 | 45 | 29.9 | .374 | .398 | .832  | 3.0 | 4.6 | .6  | .1 | 10.9 |

### Como treinador
| Temporada                                          | Time                                               | Recorde                                            | Conferencia                                        | Classificação                                      | Pós-Temporada                                      |
| Pacific Tigers (West Coast Conference) (2016-2021) | Pacific Tigers (West Coast Conference) (2016-2021) | Pacific Tigers (West Coast Conference) (2016-2021) | Pacific Tigers (West Coast Conference) (2016-2021) | Pacific Tigers (West Coast Conference) (2016-2021) | Pacific Tigers (West Coast Conference) (2016-2021) |
| -------------------------------------------------- | -------------------------------------------------- | -------------------------------------------------- | -------------------------------------------------- | -------------------------------------------------- | -------------------------------------------------- |
| 2016–17                                            | Pacific                                            | 11–22                                              | 4–14                                               | 9th                                                |                                                    |
| 2017–18                                            | Pacific                                            | 14–18                                              | 9–9                                                | T–4th                                              |                                                    |
| 2018–19                                            | Pacific                                            | 14–18                                              | 4–12                                               | 9th                                                |                                                    |
| 2019–20                                            | Pacific                                            | 23–10                                              | 11–5                                               | T–3rd                                              |                                                    |
| 2020–21                                            | Pacific                                            | 9–9                                                | 6–7                                                | 5th                                                |                                                    |
| Pacific                                            | Pacific                                            | 71-77 (.480)                                       | 34-47 (.420)                                       |                                                    |                                                    |

## Vida pessoal
Stoudamire é primo dos ex-jogadores da NBA, Salim Stoudamire e Terrence Jones.

### Posse de maconha
Sua passagem pelo Portland Trail Blazers foi marcada por vários incidentes relacionados à maconha, incluindo um durante a temporada de 2002-03, onde, com Rasheed Wallace, seu Hummer amarelo foi parado por excesso de velocidade e condução sob a influência de maconha. Em julho de 2003, após sua terceira prisão por posse de maconha, ele foi multado em US$ 250 mil e foi suspenso pela equipe por três meses. O presidente dos Blazers, Steve Patterson, anunciou que queria anular o contrato de Stoudamire, mas não encontrou uma disposição no contrato que lhe permitisse fazê-lo.
Stoudamire completou um programa de reabilitação de 90 dias. Além disso, ele fez um acordo com o colunista esportivo, John Canzano, para fazer um teste de urina durante qualquer ponto da temporada de 2003-04 para provar sua sobriedade. No meio da temporada, Canzano apareceu no vestiário da equipe e produziu uma garrafa de espécime que Stoudamire encheu. Um laboratório independente de testes informou o resultado de que ele estava realmente limpo. O incidente reabilitou Stoudamire na mente de muitos fãs de Portland, que passaram a considerá-lo como um dos "Jail Blazers".

Em uma entrevista no The Post Game Podcast depois de se aposentar, Stoudamire expressou sua frustração com a forma como a cidade recebeu o incidente, dizendo que ele e seus companheiros de equipe "eram apenas crianças" quando isso aconteceu.